# Azali Assoumani
Azali Assoumani, né le 1er janvier 1959 à Mitsoudjé, est un officier et homme d'État comorien.
Il accède au pouvoir et devient chef de l'État à l'issue d'un coup d'État le 30 avril 1999, avant d'être élu président de l'union des Comores en 2002, 2016, 2019 et 2024. Il préside par ailleurs l'Union africaine de 2023 à 2024.

## Biographie

### Jeunesse et études
Fils d’une famille d’agriculteurs de Mitsoudjé, dans le sud de l’île de Grande Comore, il entreprend une carrière militaire. En 1995, il est commandant au moment du coup d'état de Bob Denard. Il est un des rares officiers à ne pas participer au putsch et intègre l’École de guerre en France puis l’Académie royale militaire de Meknès au Maroc. De retour aux Comores, il est rapidement promu colonel et se rapproche du milieu politique.

### Le putsch de 1999
Le colonel Azali prend le pouvoir après avoir renversé le président par intérim Tadjidine ben Saïd Massounde lors d'un coup d'État le 30 avril 1999. Les militaires expliquent leur intervention dans la vie politique pour des raisons d'intégrité territoriale puisque le président Massounde négociait avec les représentants de l'île d'Anjouan, une des trois îles qui forment l'union des Comores, une autonomie plus grande, voire l'indépendance. Cependant, une dernière conférence à Antananarivo avait permis de dessiner un consensus entre les trois îles, même si Anjouan tardait à entériner ces accords.
Le 23 décembre 2001, il fait adopter par référendum une nouvelle constitution. Celle-ci instaure une présidence tournante et accorde une large autonomie aux îles de l'archipel, dotées chacune d'une loi fondamentale, d'un drapeau et d'un exécutif. La république fédérale islamique des Comores devient l'union des Comores et le drapeau perd les références religieuses et devient multicolore.
Alors que des élections sont annoncées pour 2002, des heurts plus ou moins violents avec l'opposition ont lieu. Certaines arrestations arbitraires semblent avoir lieu. Souhaitant se présenter à la présidentielle, Assoumani, d'après les termes de la Constitution comorienne, doit se démettre de son mandat de président et laisse la place à Hamadi Madi Boléro le 21 janvier 2002.
Le colonel Azali gagne avec 75 % des voix l’élection présidentielle multipartite du 14 avril 2002 et accède au poste de président de l'Union le 26 mai 2002.
Sa présidence est marquée par un conflit de compétences, une situation de blocage des institutions née du refus du président de l'Union de procéder au transfert des compétences vers les entités autonomes comme le prévoit la constitution de l'Union.

### Retrait
La Constitution de l'union des Comores dispose que le chef de l'État doit être issu d'une île différente de celle de son prédécesseur. Ahmed Abdallah Mohamed Sambi, originaire de l'île d'Anjouan, succède au président Assoumani le 26 mai 2006.
En 2009, Azali Assoumani publie un livre intitulé Quand j’étais président, exposant son irréprochabilité du fait d'avoir quitté la présidence après son mandat, à l'inverse de nombreux chefs d’État africains qui préfèrent s'y accrocher et faire sombrer leur pays dans la dictature.

### Retour au pouvoir en 2016
Pourtant, Azali Assoumani se porte de nouveau candidat à la présidence de l'Union lors du scrutin de 2016. Au premier tour, le 21 février 2016, il arrive troisième des suffrages avec 14,96 %, avant d'être élu président de l'Union au second tour le 10 avril 2016 avec 40,98 % des suffrages. Cependant, des recours ont été déposés par Azali Assoumani et son concurrent Mohamed Ali Soilihi en raison de dysfonctionnements, soupçons de tentatives de fraudes rencontrées au deuxième tour. Il est demandé l'annulation de la plupart des bureaux de vote sur l'ensemble de l'île d'Anjouan. De ce fait, un troisième tour a eu lieu le 11 mai 2016. Le 15 mai 2016, la Cour constitutionnelle proclame la victoire d'Azali Assoumani avec 41,43 % des suffrages. Il succède à Ikililou Dhoinine le 26 mai 2016. Il est élu pour 5 ans avec, à ses côtés comme  premier vice-président, Djaffar Ahmed Said, ancien procureur général puis directeur général des affaires judiciaires ; les deux autres vice-présidents sont Moustadroine Aboudou (Anjouan) et Abdallah Said Sarouma (Mohéli).

### Élections de 2019 et modification de la Constitution en sa faveur
Il est accusé par ses opposants d'avoir modifié la constitution pour se maintenir au pouvoir jusqu'en 2029. Par ailleurs, la fermeture de la Cour constitutionnelle et de la Cour anticorruption ont conduit l'Union européenne à  suspendre totalement sa coopération avec les Comores. A l'époque, le secrétaire général de l’ONU, Antonio Guterres, s’inquiète lui aussi des « restrictions persistantes des libertés civiles et des droits démocratiques » dans l’archipel. Il fait également arrêter son principal opposant, l’ancien président Ahmed Abdallah Sambi, condamné à la prison à vie quatre ans plus tard pour détournement de fonds.
Le 13 février 2019, Assoumani quitte ses fonctions en vue de participer à l'élection présidentielle du 24 mars. Il est élu dès le premier tour. Le scrutin présidentiel est entaché d’irrégularités, et la mission d’observation de l’Union africaine (UA) note « des troubles et des saccages d’urnes causant la fermeture anticipée de bureaux de vote ». Azali Assoumani ironisera quelques mois plus tard en meeting : « Si tu es vaincu aux élections, ne crie pas à la fraude même si elle se révèle vraie. Car si on t’a volé, c’est par la volonté de Dieu ».
Il reprend donc ses fonctions présidentielles pour un 3e mandat le 3 avril 2019.
En mai 2022, Azali Assoumani reçoit la distinction continentale du Trophée de l’Africanité par l'ambassade du Maroc aux Comores.
Le 18 février 2023, Azali Assoumani succède au président sénégalais Macky Sall à la tête de l'Union africaine, grâce au soutien d'Emmanuel Macron. Le mandat dure un an.

### Élection de 2024
En novembre 2023, Azali Assoumani déclare officiellement sa candidature à la présidentielle du 14 janvier 2024, pour un 4e mandat. En décembre 2023, il fait démettre de ses fonctions Harimia Ahmed, la haute magistrate chargée du suivi des élections, un mois avant le scrutin. Les cinq candidats d'opposition autorisés à se présenter contre lui ont conclu un accord visant à former un front commun contre lui au 2e tour, poussant Azali à adopter comme slogan de campagne « Gwa Ndzima » (« d’un seul coup » en langue shingazidja).
Donné favori par certains médias, sa candidature est toutefois contestée et il se fait même chasser par la foule lors de certaines tournées électorales.
Le 16 janvier 2024, Azali Assoumani est déclaré vainqueur du premier tour de l'élection présidentielle avec 62,97% des voix, résultats du scrutin annoncés par la commission électorale. Le 24 janvier, la Cour suprême valide la victoire d’Azali Assoumani, tandis que l’opposition rejette les résultats « en bloc » du fait de nombreuses irrégularités qui constituent selon eux la preuve d'une fraude à grande échelle. Le 26 mai, Azali Assoumani prête serment pour son quatrième mandat.
Le 7 août 2024, Azali Assoumani nomme son fils et successeur présumé Nour El Fath « secrétaire général du gouvernement » avec des pouvoirs majeurs (comme la ratification ou non de tous les décrets ministériels), lui permettant d'intervenir à plusieurs étapes du processus décisionnel gouvernemental, c'est-à-dire quasiment un rôle de premier ministre. De nombreux commentateurs s'inquiètent d'une dérive monarchique de la présidence Azali.
Le 13 septembre 2024, Azali Assoumani est légèrement blessé à la tête lors d'une l’attaque à l'arme blanche. Son agresseur, arrêté dans la foulée, est retrouvé mort le lendemain.

## Diplomatie
En 2022, sur invitation de son homologue Paul Biya, Assoumani assiste à l'ouverture de la Coupe d'Afrique des nations de football 2021 au stade de football d'Olembe à Yaoundé au Cameroun.
Il préside l'Union Africaine de février 2023 à février 2024, une présidence marquée par de bonnes relations avec les autres pays mais une certaine faiblesse sur les dossiers majeurs comme la sécurité ou les influences étrangères.